# شانيل بريستون
شانيل بريستون (بالإنجليزية: Chanel Preston)‏ من مواليد 1 ديسمبر 1985، هي ممثلة إباحية أمريكية، اشتهرت بعد ظهورها على غلاف مجلة "بنتهاوس" في طبعة مارس 2012. دخلت مجال صناعة أفلام الكبار في عام 2010، وهي في سن الرابعة والعشرين.

## النشأة
ولدت شانيل في ألاسكا، حيث نشأت وترعرت. تنحدر من أصول مختلطة تشمل العرق الإنجليزي الأمريكي، الألماني، والإسباني. في سن التاسعة عشر، انتقلت إلى هاواي وعاشت هناك لمدة ست سنوات. في بداية مسيرتها المهنية، عملت كراقصة تعري لأكثر من سنة قبل أن تتحول إلى صناعة الأفلام الإباحية.

## المسيرة المهنية
دخلت شانيل صناعة الترفيه للكبار في يناير 2010، حيث قامت بتصوير مشهدها الأول مع نيك مانينغ لصالح "ترفيه حية" التي كانت علامة تجارية جديدة آنذاك. منذ عام 2013، أصبحت رئيسة في مجال أداء الأفلام الإباحية.

### الظهور الإعلامي
ظهرت شانيل على غلاف مجلة "بنتهاوس" في فبراير 2012، وعادت للظهور على غلاف نفس المجلة في مارس من نفس العام. كما ظهرت على غلاف مجلة "وس أيروين" في سبتمبر 2012.
ظهرت شانيل في النسخة الحادية والثلاثين من حفل جوائز إيه في إن السنوي في 18 يناير 2014، حيث كانت حاضرة بجانب سامانثا ساينت. في نفس العام، تم تصنيفها في قائمة "أشهر النجوم الإباحيين" من قِبل شبكة سي إن بي سي.
في عام 2015 ظهرت في فيديو كليب بعنوان "تمثال" لمغني الراب الصاعد أكا فلوكا. بالإضافة إلى ذلك في يناير 2014 ظهرت في مجلة كوزموبوليتان جنبًا إلى جنب مع دانا دي ارموند، آسا أكيرا، وجيسي أندروز في مقال بعنوان "كيفية البقاء مع أربع نجوم إباحية". استوحي هذا المقال من تعليق الممثلة غابرييلي يونيون خلال ظهورها في برنامج كونان أوبراين، حيث أشارت إلى رغبتها في متابعة روتين اللياقة البدنية بجانب نجوم الإباحية في الصالة الرياضية.

### مشاريع أخرى
في مارس 2014، أطلقت شانيل مسلسل ويب بعنوان "العري مع شانيل"، الذي يركز على موضوع التربية الجنسية. وفقًا لمجلة كوزموبوليتان يستعرض المسلسل كيفية تربية المجتمعات للجنس بطريقة إيجابية. لجمع التمويل اللازم للسلسلة، استخدمت بريستون منصة "إنديغوغو" لجمع التبرعات. كما قامت بحملة جمع تبرعات أخرى في عام 2013 لدعم تصوير المزيد من حلقات المسلسل. بالإضافة إلى ذلك، تعمل بريستون على بودكاست بعنوان "سيكس ثينك" (SexThink) بالتعاون مع السياسي والناقد روب نيلسون

## الترشيحات والجوائز
| قائمة جوائز الممثلة شانيل بريستون | قائمة جوائز الممثلة شانيل بريستون | قائمة جوائز الممثلة شانيل بريستون | قائمة جوائز الممثلة شانيل بريستون | قائمة جوائز الممثلة شانيل بريستون |
| الجائزة                           | الفئة                             | السنة                             | ترشّح/فوز                          | المرجع                            |
| --------------------------------- | --------------------------------- | --------------------------------- | --------------------------------- | --------------------------------- |
| جائزة نايت موفيز                  | أفضل نجمة صاعدة                   | 2010                              | فوز                               | [ 20 ]                            |
| جائزة نايت موفيز                  | أفضل دور أنثوي في فيلم إباحي      | 2011                              | فوز                               | [ 21 ]                            |
| جائزة إكس بايز                    | أفضل نجمة واعدة                   | 2011                              | فوز                               | [ 22 ]                            |
| جائزة إكس روكو                    | أفضل نجمة صاعدة                   | 2011                              | فوز                               | [ 23 ]                            |
| جائزة نايت موفيز                  | أفضل جسم لممثلة إباحية            | 2012                              | فوز                               | [ 24 ]                            |
| جائزة إكس بايز                    | أفضل مشهد جنسي رفقة ناتشو فيدال   | 2013                              | فوز                               | [ 25 ]                            |
| جائزة نايت موفيز                  | أفضل دور أنثوي                    | 2013                              | فوز                               |                                   |
| جائزة إيه في إن                   | أفضل مشهد جنسي                    | 2014                              | فوز                               | [ 26 ]                            |
| جائزة الأداء العام                |                                   | 2015                              | فوز                               | [ 27 ]                            |

## روابط خارجية
- الموقع الرسمي
- شانيل بريستون على موقع IMDb (الإنجليزية)
- شانيل بريستون على موقع ألو سيني (الفرنسية)
- شانيل بريستون على موقع قاعدة بيانات الفيلم (الإنجليزية)
- شانيل بريستون على موقع ليتربوكسد (الإنجليزية)
- شانيل بريستون على موقع كينوبويسك (الروسية)
- Chanel Preston على قاعدة بيانات الأفلام الإباحية على الإنترنت
- Chanel Preston على قاعدة بيانات أفلام البالغين